# Ẩm thực Moldova

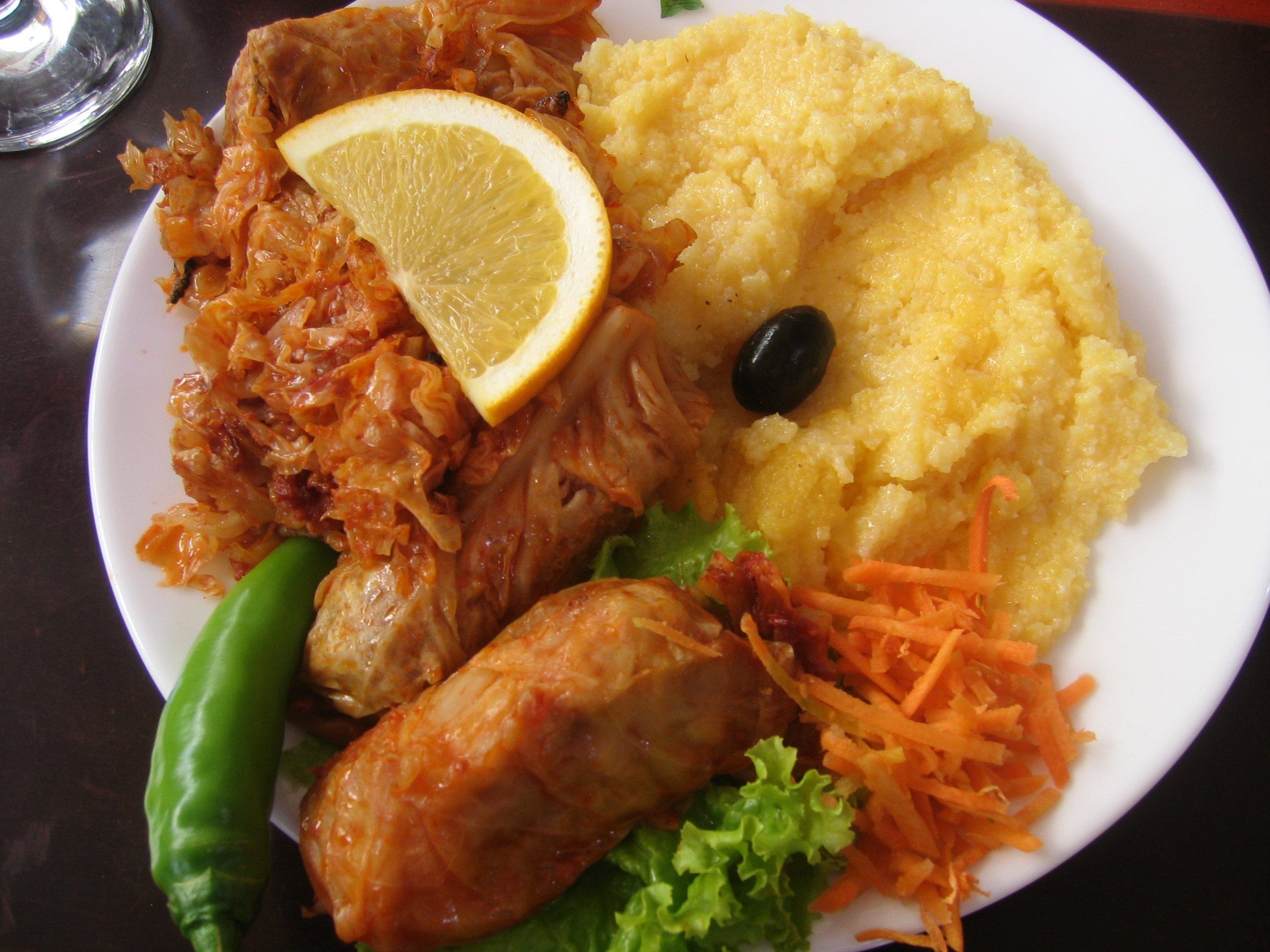
Một món ăn phổ biến của Moldova gồm sarmale (bắp cải cuộn), đi kèm với dưa cải bắp và mămăligă

Ẩm thực Moldova là một phong cách nấu ăn gắn liền với người dân nơi đây, chủ yếu bao gồm thịt, khoai tây, bắp cải và nhiều loại ngũ cốc. Moldova có nền ẩm thực rất giống với România, đồng thời cũng lấy cảm hứng và yếu tố từ các nền ẩm thực khác trong khu vực, bao gồm Hy Lạp, Ba Lan, Ukraina và Nga, với ảnh hưởng lớn do Đế quốc Ottoman để lại.

## Bối cảnh
Chernozem, đất đen màu mỡ của Moldova có thể tạo ra nho, trái cây, rau, hạt ngũ cốc, thịt và các chế phẩm sữa, tất cả đều được sử dụng trong nền ẩm thực của quốc gia. Đất đai màu mỡ kết hợp với việc sử dụng các phương pháp nông nghiệp truyền thống cho phép phát triển nhiều loại thực phẩm ở Moldova.

## Các món ăn đặc trưng
Có lẽ, mămăligă (bột bắp, bột nhão hoặc cháo), là món ăn nổi tiếng của cả România và Moldova. Đây là món ăn giống chủ yếu trên bàn ăn của người Moldova, dùng làm món ăn kèm cho các món hầm và món thịt, hoặc trang trí với pho mát, kem chua hoặc bì lợn. Đặc sản bao gồm brânză (pho mát ngâm nước muối) và friptură (món thịt dê hoặc cừu hầm). Rượu vang địa phương đi kèm với hầu hết các bữa ăn.
Các món ăn truyền thống của Moldova cũng kết hợp nhiều loại rau, chẳng hạn như cà chua, ớt chuông, cà tím, bắp cải, đậu, hành tây, tỏi và tỏi tây. Rau được sử dụng trong món salad trộn và nước xốt, đồng thời cũng được nướng, hấp, ngâm chua (gọi là murături), muối hoặc ướp.
Các loại borș (ciorbă) bao gồm nhiều loại xúp có vị chua đặc trưng. Đây có thể là xúp thịt và rau, hoặc xúp cá, tất cả đều được làm chua bằng borș (theo truyền thống được làm từ cám), hoặc nước chanh. Xúp gà với thịt, được gọi là zeamă, rất phổ biến.
Theo truyền thống, thịt được phục vụ như món khai vị. Thịt nướng, thịt viên (được gọi là pârjoale và chiftele), cùng thịt cừu hấp rất phổ biến. Thịt và cá thường được ướp rồi nướng.
Các món ăn truyền thống ngày lễ bao gồm bắp cải cuộn với thịt băm (ở Moldova hoặc România được gọi là "sarmale" và ở Thổ Nhĩ Kỳ là "dolma"), pilaf (món ăn từ gạo), thịt ba chỉ, mì và thịt gà, cùng nhiều món khác. Bàn tiệc ngày lễ thường được trang trí bằng các món bánh, chẳng hạn như pastry, bánh ngọt, bánh cuộn và bánh bao, với nhiều loại nhân (chẳng hạn như pho mát, trái cây, rau và hạt óc chó), được biết đến ở România là cozonac, pască, brânzoaice (poale-n brâu), sfințișori, papanași, colaci, plăcinte và cornulețe.
Ở một số khu vực, ẩm thực của các dân tộc thiểu số khác nhau chiếm ưu thế. Ở miền đông Moldova, người Ukraine ăn borscht; ở phía nam, Bessarabian Bulgarians phục vụ món mangea (gà với nước sốt) truyền thống, trong khi Gagauz chế biến shorpa, một món súp thịt cừu dày dặn; trong cộng đồng người Nga, pelmeni (bánh bao nhân thịt) rất phổ biến. Nhiều món ăn khác nhau được phục vụ tại bàn đêm giao thừa bao gồm hầu hết các món ăn chịu ảnh hưởng của Nga như shuba và salată de boeuf.
Các món ăn rất phổ biến khác bao gồm một biến thể của pierogi được gọi là colțunași nhân pho mát (colțunași cu brînză), thịt (colțunași cu carne), hoặc cherry.

## Hình ảnh

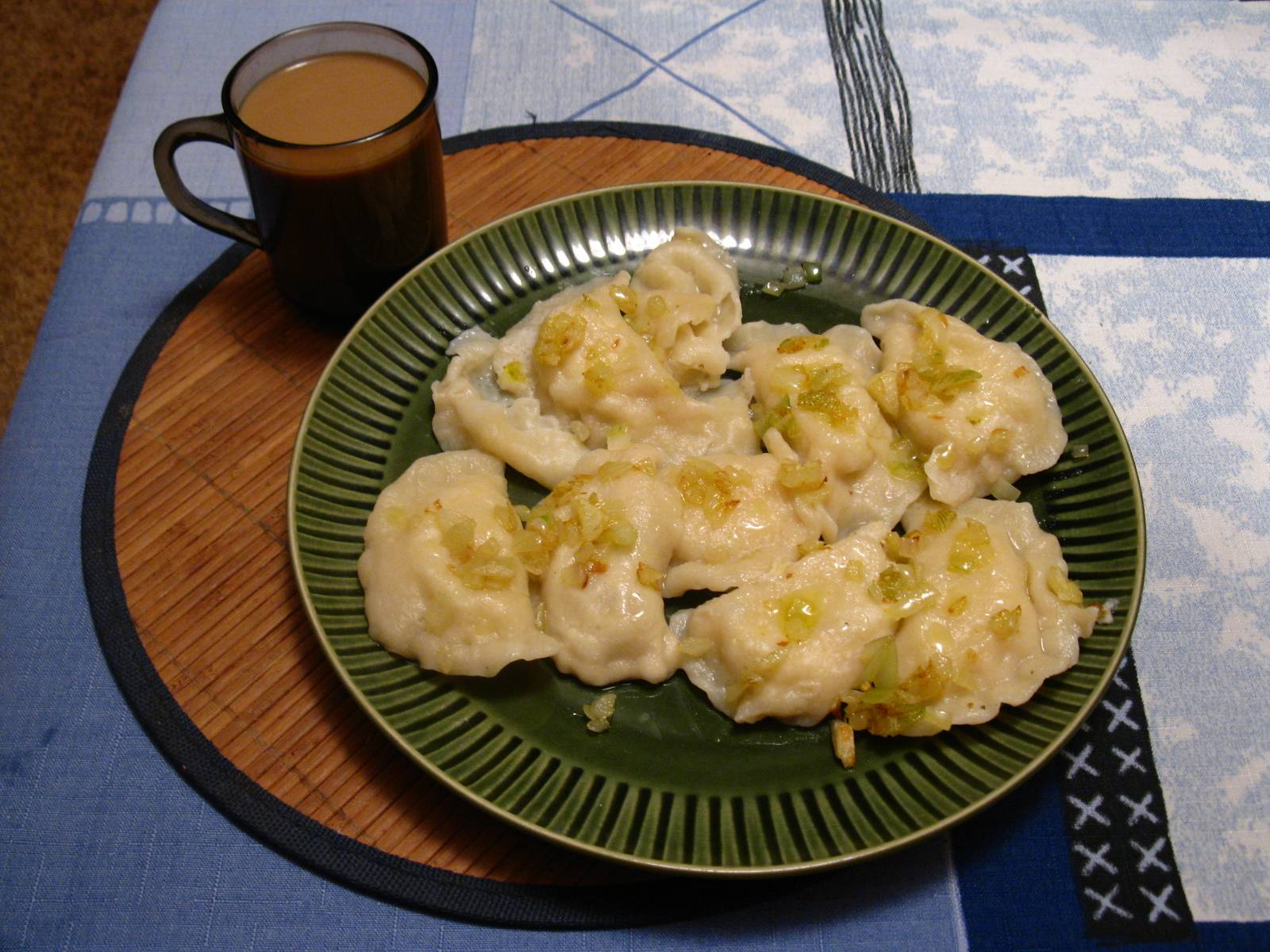
Borș de burechiușe
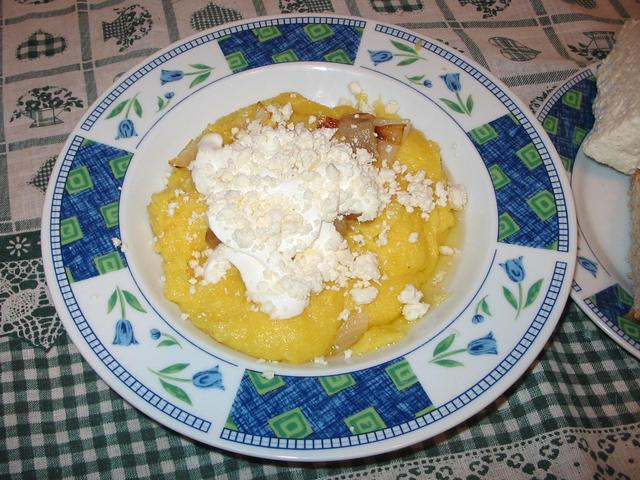
Mămăligă với pho mát và tóp mỡ
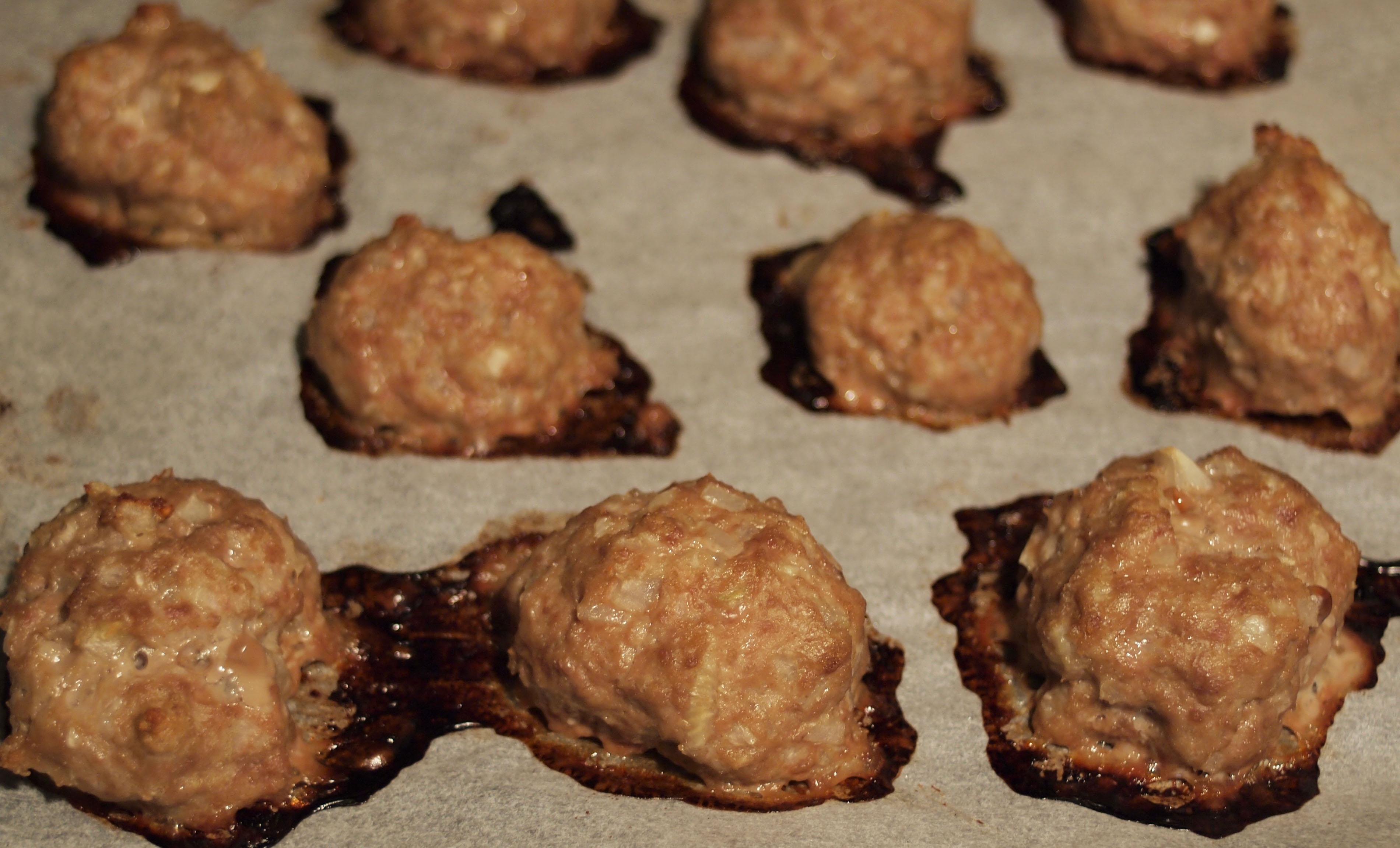
Thịt viên (chiftele)
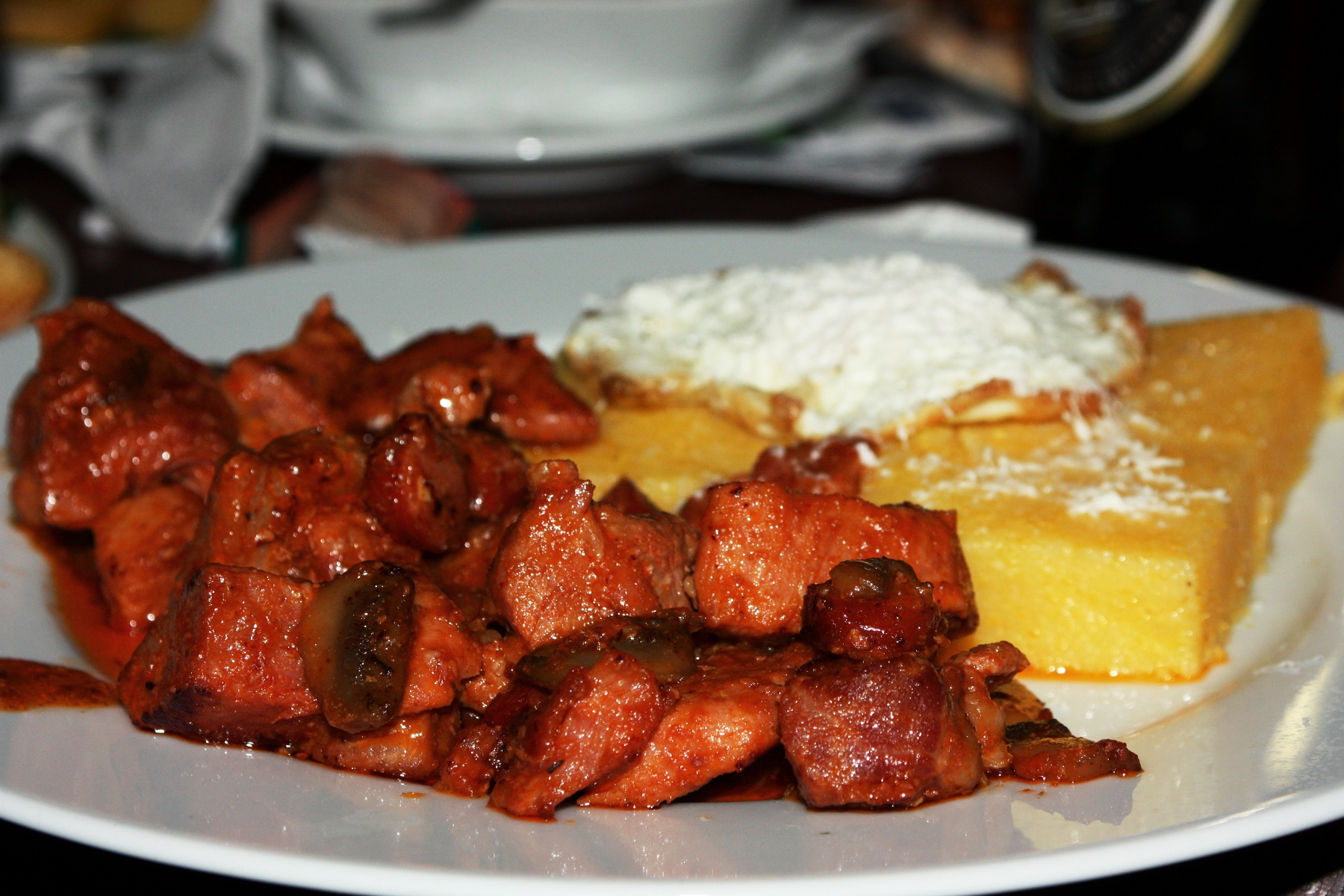
Tochitură
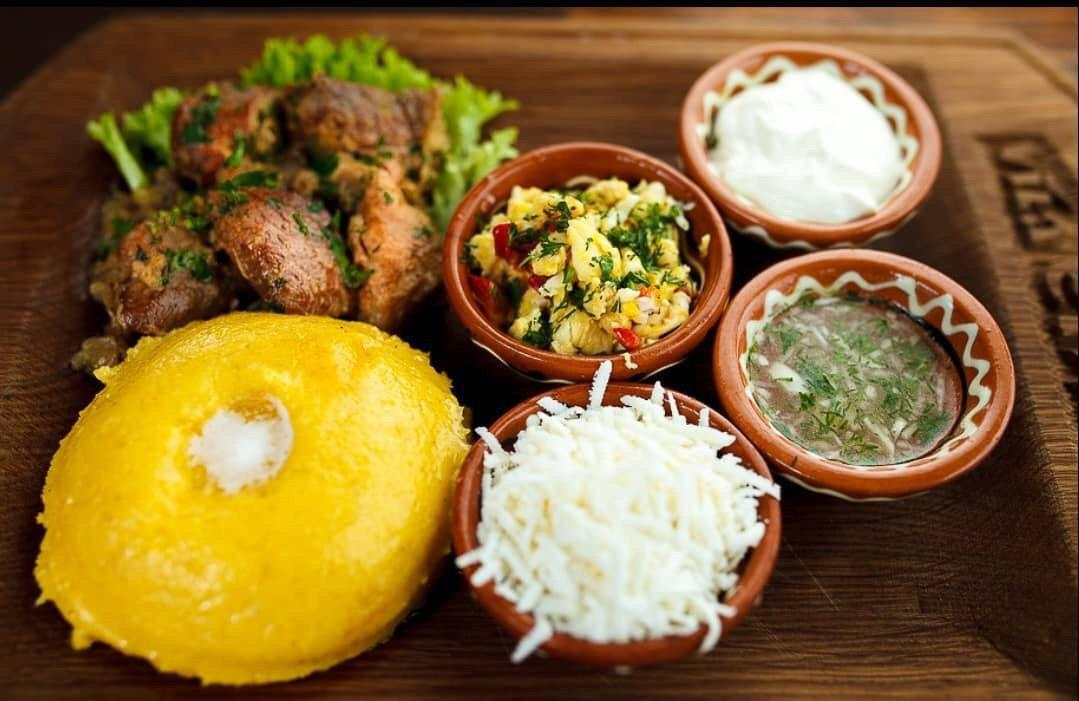
Mămăligă

## Đồ uống
Đồ uống không cồn bao gồm compote và nước ép trái cây. Đồ uống có cồn phổ biến là divin (rượu mạnh Moldova), bia và rượu vang địa phương.
Nho châu Âu được sử dụng trong việc sản xuất rượu vang. Các loại nho phổ biến bao gồm Sauvignon, Cabernet và Muscat. Các giống nho nội địa chính bao gồm Fetească, Rara neagră, và Busuioacă albă.
Vang sủi bọt có một vị trí đặc biệt trong ẩm thực Moldova. Đất nước này sản xuất số lượng lớn vang sủi màu trắng và hồng cổ điển, cũng như vang sủi màu đỏ ban đầu được giới thiệu ở đất nước. Các loại vang sủi nổi tiếng nhất là những loại được sản xuất tại nhà máy rượu Cricova. Các thương hiệu nổi tiếng về rượu vang sủi của Moldova là Negru de Purcari, Moldova, Chişinău, Cricova, Muscat spumant, National, Nisporeni, v.v. Chúng được làm từ nhiều loại nho châu Âu, bao gồm Chardonnay, Pinot blanc, Pinot gris, Pinot menie, Sauvignon, Aligote, Traminer hồng, Muscat blanc, Cabernet Sauvignon và Pinot noir. Feteasca Albă, giống nho được trồng ở Moldova từ thời Dacia cổ đại, cũng được sử dụng.

## Tem thư

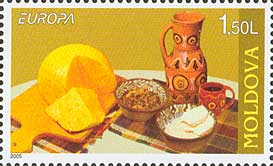
Bột ngô, phô mai cừu và phế liệu
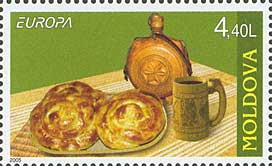
Invârtită được phủ pho mát